# Fais vite avant que ma femme revienne !
Pour plus de détails, voir Fiche technique et Distribution.
Fais vite avant que ma femme revienne ! (titre original : Yuppi du)  est un film italien réalisé par Adriano Celentano et sorti en 1975.
Yuppi du est le second film d'Adriano Celentano comme réalisateur après Le Grand Hold-Up de Milan de 1964 tourné avec Piero Vivarelli.

## Synopsis
Felice Della Pietà est un homme modeste et peu fortuné qui a épousé en secondes noces Adelaide. Ils élèvent Veronica née du premier mariage de Felice avec Silvia qui s'est suicidée, noyée dans un fleuve. Felice qui ne s'est pas résigné de la perte de Silvia retourne où celle-ci s'est suicidée et commence à parler à sa tombe. D'une façon tout à fait inattendue, Silvia réapparaît et lui révèle avoir mis sa disparition en scène afin de le quitter, car lassée par sa vie miséreuse et simple avec Felice à Venise. Elle a décidé néanmoins de revenir par amour pour Felice.
Felice, toujours fou amoureux s'éloigne d'Adelaide et reprend une nouvelle vie avec Silvia. Quand Silvia décide de repartir à Milan afin de régler le problème avec son nouveau mari, Felice souhaite que leur fille l'accompagne. Silvia part donc avec Monica mais elles ne reviennent pas. Après quelques mois, Felice localise leur résidence à Milan, où le riche mari de Silvia lui confirme que son épouse ne veut pas renoncer à la vie luxueuse et veut conserver la garde de sa fille.
Felice, se basant sur la même logique de marché du mari, propose de résoudre l'affaire en vendant sa fille Monica au poids, soit 45 millions après négociation.
Lors de son retour en train vers Venise, Felice rencontre une femme identique à Silvia avec laquelle il entreprend un dialogue muet avec les voix hors champ des protagonistes : à l’éternelle promesse de bonheur faite par la femme, Felice répond de ne pas croire en l'amour et de savoir qu'en réalité sa seule intention est de lui prendre son argent.

## Fiche technique
- Titre original :  Yuppi du
- Titre français : Fais vite avant que ma femme revienne !
- Réalisation : Adriano Celentano
- Sujet : Alberto Silvestri
- Scénario : Adriano Celentano, Miki Del Prete, Alberto Silvestri
- Scénographe : Giantito Burchiellaro
- Direction artistique :
- Décors :
- Costumes :
- Photographie : Alfio Contini
- Montage : Adriano Celentano
- Musique : Adriano Celentano et Detto Mariano
- Production : Adriano Celentano
- Société(s) de production :
- Société(s) de distribution :
- Pays d’origine : Italie
- Langue originale : italien
- Format : couleur, sonore, musical
- Genre :  Comédie dramatique, Film musical
- Durée : 120 minutes (105 minutes version remontée)
- Date de sortie : Italie : 1975

## Distribution
- Adriano Celentano : Felice Della Pietà
- Charlotte Rampling : Silvia Della Noce
- Claudia Mori : Adelaide
- Gino Santercole : Napoleone
- Memo Dittongo : Scognamillo
- Lino Toffolo : Nane
- Pippo Starnazza : homme âgé au bar à Milan
- Domenico Seren Gay : amant de Silvia
- Rosita Celentano : Monica Della Pietà
- Sonia Viviani : fiancée de Napoleone
- Carla Brait : serveur
- Jack La Cayenne : Mimo

## Autour du film
Le film est parmi ceux ayant compté le plus d'entrées pendant la saison cinématographique italienne 1974-75.
Après sa sortie, il est resté longtemps invisible et non publié en VHS (à l'exception d'une VHS contenant l'unique version complètement intégrale publiée en Grèce par Home Video Hellas). Toutefois une version quasie intégrale fut diffusée lors de quatre passages à la télévision sur Mediaset, trois fois sur Canale 5 en 1987, 1988 et 1997 et une fois sur Italia 1 en 1995.
Le film a été présenté au Festival de Cannes 1975.
En 1976 le film remporte le Ruban d'argent de la meilleure musique de film.
En 2008, à la  65e Mostra internazionale d'arte cinematografica di Venezia, le film a été présenté hors concours dans une version modifiée qui est sortie en DVD (version lourdement censurée).

## Curiosité
- L'auteur-compositeur-interprète italien Mao a obtenu son diplôme en histoire et critique du cinéma à la faculté des lettres et philosophie de l'Université de Turin en 2003 avec une thèse sur Fais vite avant que ma femme revienne !, sous la direction du professeur Dario Tomasi. La thèse est rapportée intégralement dans son roman musical Olràit! Mao sogna Celentano e glile canta, publié par la maison d'édition Arcana Edizioni en 2013[3].

### Crédits de traduction
- (it) Cet article est partiellement ou en totalité issu de l’article de Wikipédia en italien intitulé « Yuppi du (film) » (voir la liste des auteurs).